# Wiendorf (Anhalt)
Wiendorf is een plaats en voormalige gemeente in de Duitse deelstaat Saksen-Anhalt, en maakt deel uit van de Landkreis Salzlandkreis.
Wiendorf telt 330 inwoners.